# 深谷市立深谷西小学校
深谷市立深谷西小学校（ふかやしりつ ふかやにししょうがっこう）は、日本の埼玉県深谷市に所在する公立小学校。

## 概要
生徒数は529人、全校で19クラスである（2016年10月28日現在）。

## 沿革
- 昭和36年4月1日開校(学区;西大沼、曲田、萱場、宿根、伊勢方)
  - 5月11日 新校舎に移転(東大沼500番地)
- 昭和37年1月11日 校旗·校歌制定
  - 4月1日 学区拡大;田所町、中通り
  - 4月9日 分教場設置(深谷小が校内)
- 昭和39年2月1日 給食調理場設置(給食開始)
- 昭和41年6月30日 プール竣工
- 昭和44年2月1日 体育館竣工
  - 10月24日 交通安全教育研究発表
- 昭和47年2月24日 書写教育研究発表
- 昭和50年4月1日 学区拡大;谷之
- 昭和51年5月15日 新校舎増築(現北校舎)
- 昭和54年11月16日 算数教育研究発表
- 昭和63年11月15日 文部省指定道徳教育研究発表
- 平成元年3月31日 南校舎竣工
- 平成5年3月26日 プール竣工
- 平成6年9月30日 コンピュータ教室完成
- 平成7年11月9日 市教委委嘱特別活動研究発表
- 平成10年10月30日 市教委委嘱情報教育研究発表
- 平成11年3月10日 体育館竣工
- 平成14年11月22日 県教委·市教委委嘱特殊教育研究発表
- 平成18年1月25日 埼玉県国語教育研究会委嘱研究発表
- 平成21年11月13日 市教委委嘱研究発表
- 平成22年4月1日 特別支援教育体制整備事業に係るモデル市研究校指定
  - 11月13日 開校５０周年記念式典
- 平成23年1月14日 埼玉県学校保健優良校表彰
  - 8月3日 学校ホームページをネットコモンズを活用して改編し、開設
- 平成24年2月23日 (財)日本学校保健会 健康教育推進学校表彰 小学校最優秀賞受賞
  - 8月29日 普通教室全室にエアコン設置
  - 11月8日 学校保健の部 文部科学大臣表彰受賞
- 平成25年1月30日 特別支援教育体制整備事業成果発表会
- 平成27·28年度 外国語活動教科化に向けての拠点校指定
- 平成28年度 埼玉県 学力向上推進事業 指定

## 学校教育目標
賢い子
優しい子
たくましい子

## 児童会活動·クラブ活動など

### 児童会活動
- 放送委員会
- 掲示委員会
- 図書委員会
- 給食委員会
- 児童会
- 栽培委員会
- 運動委員会
- 福祉委員会
- 保健委員会

### クラブ活動
- ゲームクラブ
- 調理·手芸クラブ
- コンピュータークラブ
- 科学工作クラブ
- ベースボール·バスケクラブ
- バトン·ダンスクラブ
- 室内球技クラブ
- 一輪車クラブ
- ドッジ·サッカークラブ
- かるたクラブ